# 矢沢ようこ
矢沢 ようこ（やざわ ようこ、1977年1月5日 - ）は、日本のストリッパー。元AV女優。AVにおいては、1990年代後半から2000年代前半にかけて活動した。静岡県出身。芸名は矢沢永吉の娘の洋子に由来する。
身長:164cm。スリーサイズ:B83(C)・W59・H86。

## 略歴
短大時代の1996年にAVにスカウトされた。姉も前年に藤森加奈子という芸名でAVデビューしていたが、姉の紹介ではなく、偶然、姉と同じ事務所の同じスカウトマンに声をかけられた。。
1996年4月、『フレッシュようこ18歳』（メシア）でデビューし、2002年にかけおよそ50本のAVに出演、写真集2冊を残す。
初期はAVアイドル路線で、『ギルガメッシュないと』（テレビ東京）にもレギュラー出演し人気を博す。
『ダウンタウンのガキの使いやあらへんで』（日本テレビ、1998年4月5日放送分）の「第1回 大人の社会見学!アダルトビデオ撮影現場 潜入ムンムンレポート!!」に出演。
『ギルガメッシュないと』の企画「矢沢ようこ・浅草ロック座デビューへの道」で、1997年12月1日に浅草ロック座でストリップデビュー。AVと平行してストリッパーとしても活躍した。長い手足を活かし、専業の踊り子に劣らない技量を見せていた。AV引退後も2004年頃までストリッパーとして活動。
デビュー6年目にストリップを休業し、6年間をアパレル系のOLなどをして過ごした。ロック座マカオ（現在は閉館）への出演を機に、2009年7月よりストリッパーとしての活動を再開した。
2014年1月11日（10日深夜）放送のテレビ映画『浮気なストリッパー』（中国放送）で主演。2015年12月『劇場版 浮気なストリッパー』が横川シネマで劇場公開。
「週刊FLASH」2016年10月25日号のインタビューによると、「デビュー当時は女子大生。スカウトされて男性経験もほとんどないまま、好奇心でこの仕事を始めました。当時私がもらえるAVの出演料は1本100万円に届かないくらいで、雑誌グラビアなら10万円とか。テレビ出演料はバイト代程度でした。」。
2019年7月15日公開の映画『彼女は夢で踊る』に出演。
AV女優の藤森加奈子は実姉（異母）。姉妹共に人気AV女優という珍しいケースだった。姉妹による写真集『コスプレシスターズ』（2000年、心交社）もある。藤森と現在も良好な関係が続いているがAV作品『姉妹［あねいもうと］』で共演した際には終始無言でいたたまれない空気になったと寺井広樹著『伝説のAV女優』（彩図社、2021年）のインタビューで振り返っている。

## 人物
- 趣味:食べること[7]。洋服、帽子、靴収集、買い物、映画[4]。カラオケ[8]。
- 特技:ゴルフ、水泳[7]。知らない街を歩くこと。ただひたすら歩く[4]。
- 好きなもの:ホワイトチョコ、コントレックス（水）、ビール、乳製品[4]。
- 性格：温厚[8]

## 出演作品

### アダルトビデオ
1996年
- フレッシュ・ようこ18歳（4月25日、クリスタル映像）＊デビュー作
- 18歳 快感物語 ナニをされても許しちゃう（5月30日、クリスタル映像）
- 純情ナマ入れ女子校生（6月24日、ミス・クリスティーヌ）
- 18歳 失神物語 大人の味が知りたくて（7月4日、クリスタル映像）
- 艶けいれん（8月24日、メビウス）
- 破れてしまえ膜なんか!（8月29日、クリスタル映像）
- 極エロ・ドバドバ!! 2 全6名（9月14日、h.m.p）＊オムニバス作品
- 襲われたのに狂い腰!!（9月19日、クリスタル映像）
- 制服のままHして! イタズラされたいお年ごろ（11月5日、芳友メディアプロデュース）＊「艶けいれん」を再編集したもの
- お嬢様乱れ腰（11月19日、クリスタル映像）
- 女教師ようこ ザクロの生殖（12月19日、クリスタル映像）

1997年
- 女子校生 放課後裏バイト（1月23日、笠倉出版社）
- ジュテームアイドル もうやめて、アソコが壊れるゥ!（1月31日、アテナ映像）
- 美肉姉妹レイプ 引き裂かれた粘膜 矢沢ようこ・三原友香（2月28日、エイトマン）
- 女体解剖 泣きすぎヌレすぎイキっぱなし!（3月31日、アテナ映像）
- 女教師乱れ泣き 美しき獲物たち（4月28日、エイトマン）＊オムニバス作品
- 襲われた家庭教師 なんでもアリアリ、アソコ貪りまくり!（5月31日、アテナ映像）
- 矢沢ようこの絶頂しぼり汁（7月5日、芳友舎）＊「艶けいれん」を再編集したもの
- メシアより愛こめて（7月30日、クリスタル映像）＊オムニバス作品
- スーパーエロすぐり8連発!! AVアイドル大集合!（8月27日、エイトマン UE-008）＊オムニバス作品 全8名
  - スーパーエロすぐり8連発!! 2（1998年2月28日、エイトマン TE-002）全8名
- 人間♥廃業（10月10日、アリスJAPAN）
- 姉妹［あねいもうと］（11月14日、アリスJAPAN）共演：藤森加奈子

1998年
- 異常性欲 3（2月20日、サクセス・ビデオ・コミュニティー）＊「人間廃業」を再編集したもの
- エレクトアイドル BEST8 Vol.2（8月1日、h.m.p）全8名
- 淫華乱舞 矢沢ようこ・水谷あみ（11月8日、BAZOOKA BZ-06）

1999年
- インモラル天使 39（4月26日、シネマジック）
- 奴隷秘書 26（5月28日、シネマジック）
- 人間廃業ファイル VOL.3 矢沢ようこ・三浦あいか・小室友里・若菜瀬奈・草凪純（7月30日、アリスJAPAN）＊オムニバス作品
- 監禁女学園 バスジャック（9月2日、h.m.p）
- 被虐の女戦士 3 絶叫編（9月24日、シネマジック）共演：藤森加奈子、雨宮琴
- 被虐の女戦士 4 復讐編（10月22日、シネマジック）共演：藤森加奈子
- ボンデージ DX（10月29日、シネマジック）
- 女子校生 淫靡テーション 三枝美憂・愛川みな・矢沢ようこ・永井まどか（11月20日、オー・ケイ出版社）
- ベスト・オブ・インモラル天使 8（12月20日、シネマジック）＊オムニバス作品
- 人間廃業ファイル'99（12月24日、アリスJAPAN）＊オムニバス作品
- 淫華乱舞 矢沢ようこ・水谷あみ・小沢まどか・牧本千幸（12月25日、BAZOOKA MDK-003）

2000年
- セブン 七つの夜の物語（1月、h.m.p）＊オムニバス作品
- コスプレアイドル Best8 Vol.2【レイプ編】（3月11日、h.m.p）＊オムニバス作品
- 被虐の女戦士 2 BONDAGE BATTLE（3月24日、シネマジック）共演：藤森加奈子、雨宮琴
- 清水大敬の説教罵倒レイプ 矢沢ようこを犯しませんか?（4月22日、MOODYS）
- 5本搾り もっと欲しいの満たされたいの（5月15日、ミスタープレジデント）
- 奴隷秘書スペシャル 7 矢沢ようこ・夢野まりあ・星ナオミ・坂巻リオナ（5月26日、シネマジック）
- 主演監督（6月1日、ワンズファクトリー）
- クリスタル15年史 全50名（7月28日、クリスタル映像）＊オムニバス作品
- インモラル天使 罰（10月27日、シネマジック）
- 淫口女優 EX 全30名（11月24日、クリスタル映像）＊オムニバス作品
- LEGEND シネマジックメモリアル大全（11月24日、シネマジック）全18名
- ビップシャワー 岡崎美女・中里優奈・矢沢ようこ（12月8日、ワープエンタテインメント）

2001年
- 看護婦レイプ 淫虐病棟（4月1日、アタッカーズ）
- メイド 蛇縛の御奉仕（5月1日、アタッカーズ）
- 凌辱鬼（5月11日、アクアウェイブイーアンツ HI-001）VHS
- Miss.Christine Best Angels（6月21日、ビデオバンク BNDV-048）全24名
- やり狂い4痴態 3（7月28日、大魔王映像）
- 痴女 池乃内るり・藤森加奈子・矢沢ようこ（9月1日、ドリームチケット）
- COSPLEX 矢沢ようこ・井上千尋・かぐやひめ（9月1日、ドリームチケット）
- ゆらら 下呂温泉編（9月30日、ソフト・オン・デマンド）＊イメージビデオ
- 脚フェチ極楽図鑑 藤森加奈子・矢沢ようこ（10月6日、ハムレット）
- 女も酔うとシタくなるんです…。 音咲絢・雪野弥生・矢沢ようこ（12月1日、ドリームチケット）
- AV30人祭 全30名（12月14日、笠倉出版社）＊オムニバス作品

2002年
- 凌辱鬼（2月22日、アクアウェイブイーアンツ HID-001）DVD
- 若妻の匂い 49（VHS:3月11日 DVD:11月22日、光夜蝶）
- Venus連続ぶっかけ（4月1日、Venus VNS-009）
- Venus手コキ（4月1日、Venus VNS-010）
- Venus痴女（4月1日、Venus VNS-011）
- Venusコスプレ（4月1日、Venus VNS-012）
- THE BEST OF WANZ 1（6月1日、ワンズファクトリー）多数出演 ＊オムニバス作品
- Miss.Christine Best Angels（6月21日、ビデオバンク）全24名
- エロ・まんま 3 若菜瀬奈・安来めぐ・矢沢ようこ・くすのき琴美（7月21日、h.m.p）＊オムニバス作品
- コスプレジャック 秘蔵レイプコレクション（10月10日、ビデオバンク）多数出演 ＊オムニバス作品
- インモラル天使 EX（10月25日、シネマジック）＊オムニバス作品
- 蛇縛 The Best 蛇縛のメイドSelect 愛田るか・矢沢ようこ（11月8日、アタッカーズ）
- 奴隷秘書 EX 矢沢ようこ・夢野まりあ（11月22日、シネマジック）
- 痴女物語 長瀬愛・宝来みゆき・矢沢ようこ・夏川優奈（11月27日、麒麟堂）
- 手コキ物語 矢沢ようこ・松井はるか・北原梨奈（11月27日、麒麟堂）
- ルーズSEX 10人のエッチな制服アイドル（12月21日、h.m.p BNDV-00083）＊オムニバス作品 全10名

2003年
- ぶっかけ物語 -4つの天国 4人の天使 長瀬愛・星川みなみ・矢沢ようこ・乃南葵（2月1日、麒麟堂）＊オムニバス作品
- 死夜悪 The Best 27 ナースセレクト 矢沢ようこ・松井はるか（4月8日、アタッカーズ）
- FACE美少女セレクション 5 	矢沢ようこ・鈴木あや・星川未来（5月23日、アウダースジャパン）
- 大菩薩峠 淫乱幻想姉妹 娼館 矢沢ようこ・藤森加奈子（9月26日、ケイ・エム・プロデュース）
- 死夜悪アンソロジー 5（10月8日、アタッカーズ）多数出演＊オムニバス作品
- 主演監督 DX（12月1日、ワンズファクトリー）＊オムニバス作品

2004年
- 蛇縛アンソロジー 4（2月8日、アタッカーズ）
- コスプレ淫乱主義 結城杏奈・矢沢ようこ・広末奈緒（6月3日、麒麟堂）

2005年
- ザ・女子校生 Bomb！ 4時間（2月21日、ビデオバンク BNDV-00264）全22名
- 被虐の女戦士SP（5月20日、シネマジック）多数出演＊オムニバス作品

2006年
- 裏AV女優名鑑（1月25日、裏座 UAKL-001）全11名

2007年
- 乱交マニア（1月25日、h.m.p）多数出演＊オムニバス作品
- 白衣の女 ザ・ベスト（5月25日、GPミュージアム）＊オムニバス作品「女医 絵利子/矢沢ようこ」「淫察クリニック/林奈々子」「新人ナース はるか 恥ずかしいお仕事/白井夏」を収録
- Cinemagic DVDベスト30（7月4日、シネマジック）多数出演＊オムニバス作品
- 女教師乱れ泣きレイプ学園（10月31日、ビデオバンク）多数出演＊オムニバス作品

2009年以降
- ATTACKERS 女優名鑑 4（2009年2月7日、アタッカーズ）多数出演＊オムニバス作品
- 美少女AV女優の頂点 1990年代セレクション（2012年12月24日、オールアダルトジャパン）多数出演 ＊オムニバス作品
- 被虐の女戦士 ザ・ベスト（2013年6月1日、シネマジック）多数出演＊オムニバス作品
- 才色兼備の秘書家畜育成録（2014年6月19日、シネマジック）多数出演＊オムニバス作品

他
発売年不明
- 伝説の少女 矢沢ようこ（ひりゅうヴィジュアルネットワーク FD-009）VHS
- FACE 16 僕の知らない彼女の素顔 矢沢ようこ（アウダースジャパン FA-016）VHS
- プレゼント Vol.9 矢沢ようこ（ワープエンタテインメント PR-009）VHS
- もう一つの凌辱鬼 矢沢ようこ（アクアウェイブ SHI-001）VHS
- 美女っ子アクションクラブ 10 矢沢ようこ 平松ケイ（JV AC-010）VHS

## オリジナルビデオ
- 女医 絵利子（1997年、ミュージアム）監督:小林浩一 [9]
- 銭牝（2001年10月26日、NAC VIDEO）監督:柴田敏行[10]

## テレビ番組
- ギルガメッシュないと （テレビ東京）
- ダウンタウンのガキの使いやあらへんで （1998年4月、日本テレビ）

## テレビ映画
- 浮気なストリッパー（2014年1月、中国放送）主演

## 映画
- 浮気なストリッパー 劇場版（2015年12月公開、配給会社:オズカプランニング、製作委員会:「浮気なストリッパー」製作委員会）監督:横山雄二[11]
- 彼女は夢で踊る（2020年10月23日公開、配給：アークエンタテインメント）監督:時川英之 - ストリッパー 役[12][13]
- 愚か者のブルース（2022年11月18日公開予定、配給：アークエンタテインメント） 監督:横山雄二 - ママ 役[14]

## CD
- BASS野郎 エロチカ（2000年2月23日、ビクターエンタテインメント）＊香月あんな・矢沢ようこ・夏木あやのが、ベース・サウンドに合わせて喘ぐ企画もの

## MV
- 銀杏BOYZ 「恋は永遠」（2017年9月27日曲発売、初恋妄℃学園）＊川崎ロック座のステージで撮影されたMVに主演。[15][16]

## ゲーム
- お嬢様を狙え!!（1998年7月7月23日、クリスタルビジョン、セガサターン）並木悦子（声） 役

## 書籍

### 写真集
- 伝説の天使（1996年11月20日、英知出版） - 撮影:平田友二 ISBN 9784754250874
- My Fair Lady（1999年9月30日、心交社）撮影:中村隆之 ISBN 9784883024117
- あだると「超A級裸体ワイセツ伝説」 草凪純・若菜瀬奈・小室友里・矢沢ようこ ほか 全11名（1999年11月14日、ぶんか社）撮影:小池伸一郎 ISBN 9784821160945
- コスプレシスターズ 藤森加奈子・矢沢ようこ（2000年4月5日、心交社） - 撮影:中村隆行　ISBN 9784883024643
- 15周年記念写真集 裸婦（2013年、rj present）ISBN 9784990613228 ＊ストリッパー生活15周年で製作 浅草ロック座などで販売された

### 書籍
- 伝説のAV女優～黄金時代を築いた女神たち（2021年10月、彩図社、インタビュー集） - 著:寺井広樹　ISBN 9784801305595